# Montagu Bay (del av en befolkad plats)
Montagu Bay är en del av en befolkad plats i Australien. Den ligger i kommunen Clarence och delstaten Tasmanien, i den sydöstra delen av landet, nära delstatshuvudstaden Hobart. Antalet invånare är 679.
Runt Montagu Bay är det ganska tätbefolkat, med 124 invånare per kvadratkilometer.. Närmaste större samhälle är Hobart, nära Montagu Bay. 
Genomsnittlig årsnederbörd är 697 millimeter. Den regnigaste månaden är juli, med i genomsnitt 78 mm nederbörd, och den torraste är februari, med 41 mm nederbörd.